# ГЕС Батман
ГЕС Батман — гідроелектростанція на південному сході Туреччини. Використовує ресурс із лівої притоки Тигру річки Батман-Чай.
У межах проєкту річку перекрили кам'яно-накидною греблею висотою 85 метрів, яка потребувала 7,2 млн м3 матеріалу. Вона утримує водосховище з площею поверхні 49,3 км2 та об'ємом 1244 млн м3 (корисний об'єм 816 млн м3), що забезпечується коливанням рівня в операційному режимі між позначками 645 та 666 метрів НРМ.
Пригреблевий машинний зал обладнали чотирма турбінами типу Френсіс — трьома потужністю по 62 МВт та однією з показником 5,7 МВт. При напорі у 62 метри вони повинні забезпечувати виробництво 483 млн кВт·год електроенергії на рік.
Окрім виробництва електроенергії комплекс забезпечує зрошення 38 тисяч гектарів земель.